# Adriana Vargas
Adriana Vargas Mayorga (Bogotá, 29 de noviembre de 1976) es una comunicadora social y periodista colombiana. En la actualidad es presentadora de la cadena Univisión.

## Biografía
Es egresada de la Pontificia Universidad Javeriana en 1998. Su desempeño profesional alcanza 18 años. Cuando todavía estaba en la universidad, se inició como reportera y presentadora de espacios periodísticos locales y culturales para Señal Colombia y canales regionales. En 1998 asumió la presentación y reportería en el programa de periodismo investigativo Séptimo día, al lado de Manuel Teodoro en Caracol Televisión.
En 2000, ingresó al RCN Televisión, en donde ha tenido diferentes responsabilidades: presentadora de Noticias RCN en diferentes horarios, cronista y reportera de cubrimientos en directo, editora internacional y conductora del programa de opinión La Noche entre enero de 2002 y diciembre de 2004. A comienzos de 2005, y durante un año y medio fue editora internacional e integrante de la Mesa de Trabajo del programa 6 AM Hoy por Hoy, dirigido por Darío Arizmendi en Caracol Radio; y fue conductora del Noticiero del Mediodía de esta misma cadena radial.
Durante seis meses presentó el noticiero CM&, bajo la dirección de Yamid Amat. En mayo de 2006, regresó a RCN Televisión a presentar la emisión del noticiero del mediodía. También presentó algunos informativos del canal internacional de noticias Nuestra Tele Noticias 24 Horas.
En agosto de 2010 se incorporó al equipo del Presidente de Colombia, Juan Manuel Santos, como portavoz de la Presidencia y Directora de Medios Internacionales.
Desde el 15 de agosto de 2011 inició labores como Presentadora de Noticias y periodista en los noticieros del canal local 41 de la cadena Univision en las emisiones de lunes a viernes de las 6 y las 11 las cuales se transmiten en el Área Triestatal de Nueva York, Nueva Jersey y Connecticut. En 2018 es panelista de La Fm con el director Luis Carlos Vélez.